# Vlag van Amay
De vlag van Amay is op 28 juni 1994 bij raadsbesluit vastgesteld als de vlag van de Luikse gemeente Amay. De vlag kan als volgt worden beschreven:
Horizontaal verdeeld geel-blauw-geel-blauw-geel-blauw-geel (zeven banen) met een verticale rode baan langs de broeking, die een derde van de vlagbreedte beslaat.
De vlag werd pas op 22 december 1994 bevestigd door de Franse Gemeenschapsregering. De vlag is gebaseerd op het gemeentewapen, dat orthogonaal is gedraaid (dat wil zeggen met de schildhoofd langs de broekingzijde geplaatst). Het gemeentewapen is gebaseerd op het wapen van de heren van Amay.